# گرین‌برایر (ویرجینیا)
گرین‌برایر (به انگلیسی: Greenbriar) یک منطقهٔ مسکونی در ایالات متحده آمریکا است که در شهرستان فرفکس، ویرجینیا واقع شده‌است. گرین‌برایر ۴٫۰۸ کیلومتر مربع مساحت و ۸٬۱۶۶ نفر جمعیت دارد و ۱۱۱٫۲۵ متر بالاتر از سطح دریا واقع شده‌است.